# Amitermes wheeleri
Amitermes wheeleri är en termitart som först beskrevs av Desneux 1906.  Amitermes wheeleri ingår i släktet Amitermes och familjen Termitidae. Inga underarter finns listade i Catalogue of Life.